# Crimona leuca
Crimona leuca är en fjärilsart som beskrevs av Köhler 1979. Crimona leuca ingår i släktet Crimona och familjen nattflyn. Inga underarter finns listade i Catalogue of Life.